# Pseudagrion merina
Pseudagrion merina är en trollsländeart som beskrevs av Fraser 1949. Pseudagrion merina ingår i släktet Pseudagrion och familjen dammflicksländor. Inga underarter finns listade i Catalogue of Life.